# St. Georg (Königstein)

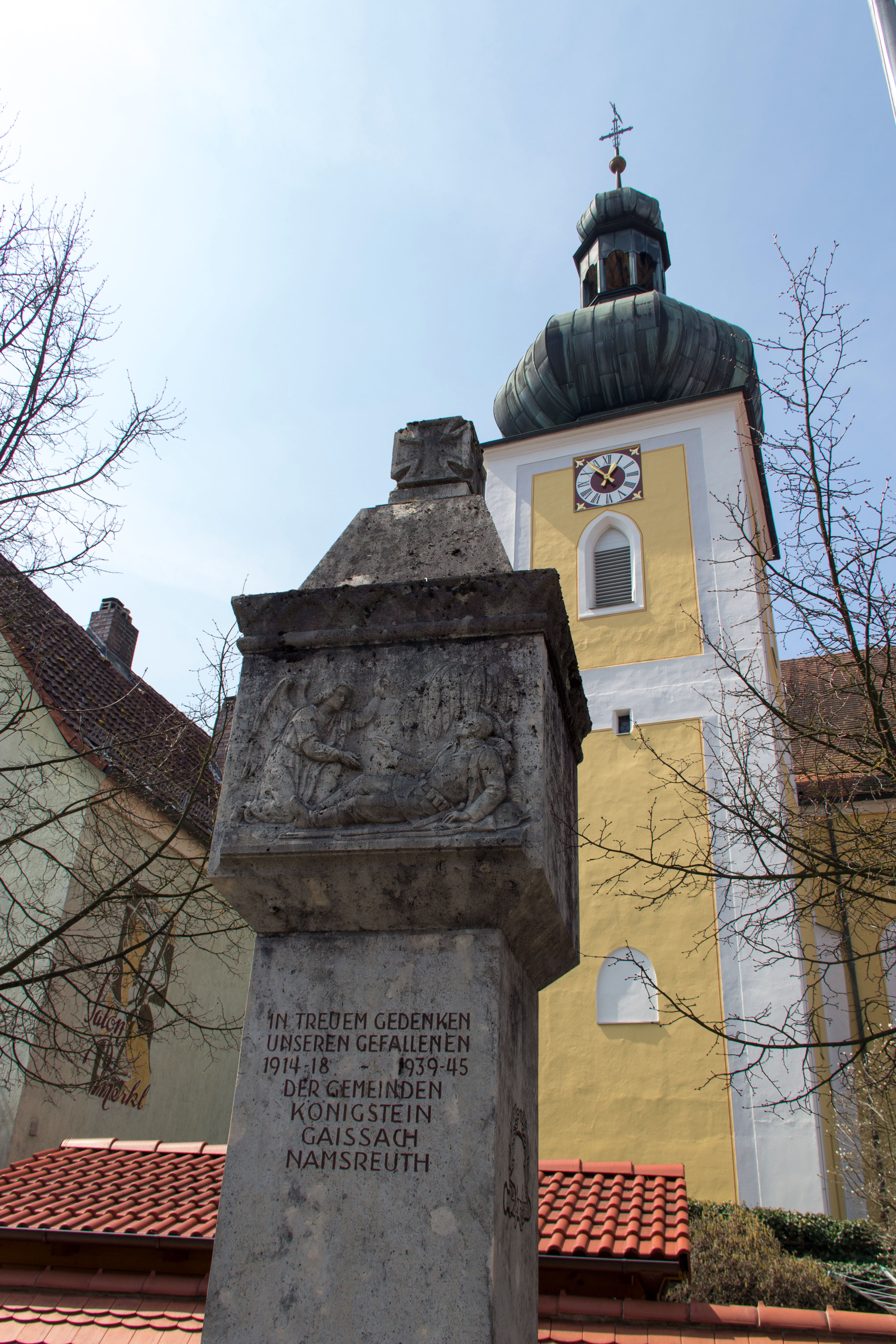
St. Georg (Königstein)

Die evangelisch-lutherische, denkmalgeschützte Pfarrkirche St. Georg, die von 1652 bis 1961 Simultankirche war, steht in Königstein, einem Markt im Landkreis Amberg-Sulzbach in der Oberpfalz. Die Pfarrei gehört zum Dekanat Cham/Sulzbach-Rosenberg/Weiden im Kirchenkreis Regensburg der Evangelisch-Lutherischen Kirche in Bayern. Das Bauwerk ist unter der Denkmalnummer D-3-71-135-1 als Baudenkmal in die Bayerische Denkmalliste eingetragen.

## Beschreibung
Die barocke Saalkirche wurde 1783–86 erbaut. Sie besteht aus einem Langhaus, einem eingezogenen, dreiseitig geschlossenen Chor im Süden und einem Chorflankenturm an seiner Ostwand, der im Kern von einer Burgkapelle aus dem 15. Jahrhundert stammt. Seine Zwiebelhaube, die von einer Laterne bekrönt wird, entstand erst im 18. Jahrhundert. Das oberste Geschoss beherbergt die Turmuhr und den Glockenstuhl, in dem sechs Kirchenglocken hängen. 
Zur Kirchenausstattung gehört ein barocker Altar mit einem modernen Altarretabel, auf dem die Kreuzigung Jesu dargestellt ist. Die ehemaligen Seitenaltäre sind ausgelagert. Die Orgel wurde 1905 von Johannes Strebel in den Prospekt der 1753 von den Johann Konrad Funtsch gebauten Orgel eingebaut. Der Spielwind für die Orgel wurde mit einem Fußpedal erzeugt, das seitlich aus dem Gehäuse herausragte, auf das sich Orgelbuben stellten und mit ihrem Gewicht den Blasebalg bewegten.